# Farizej a celník

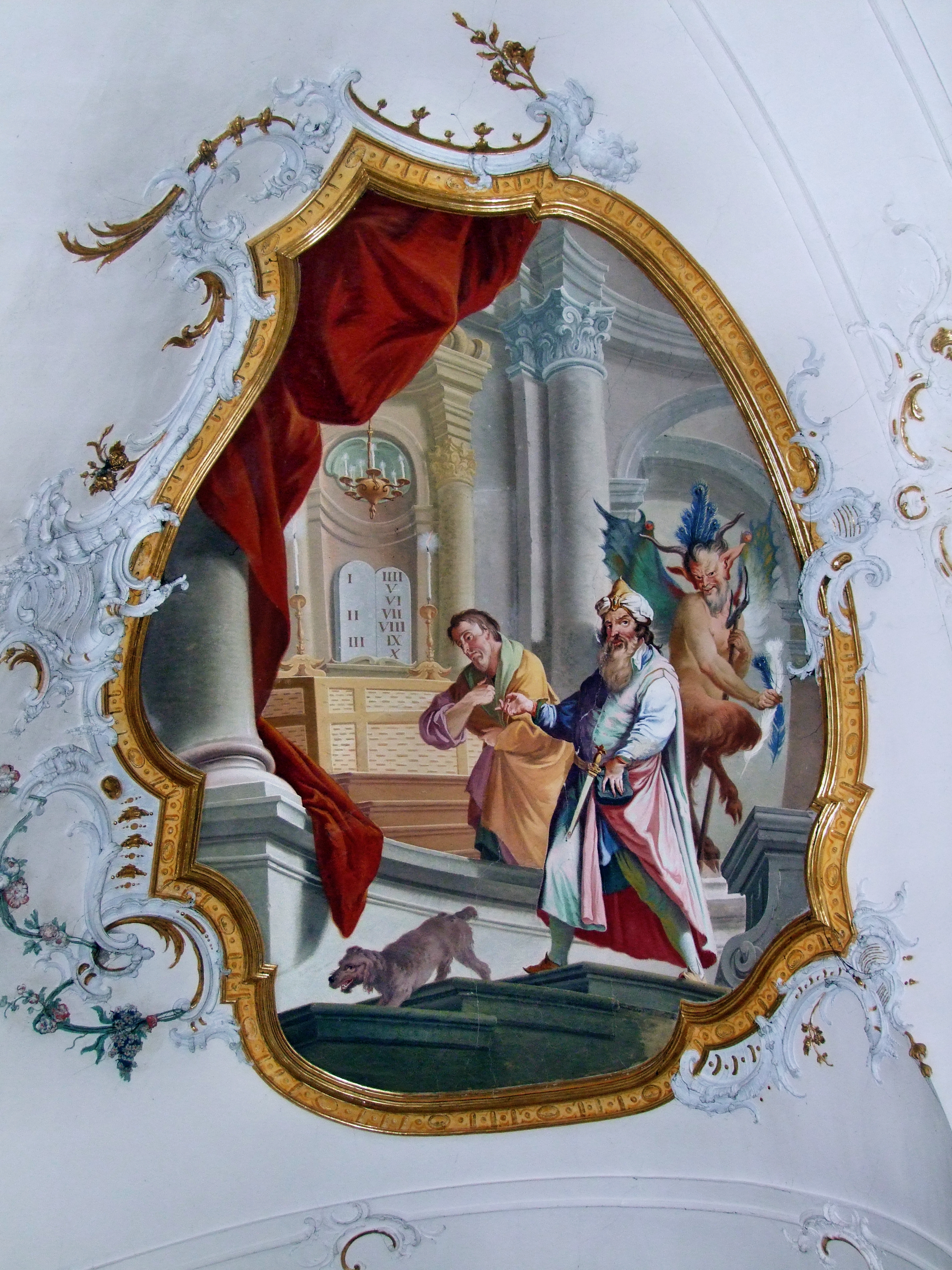
Farizej a celník, barokní freska

Podobenství o farizeovi a celníkovi je podobenství, které se nachází jen v jednom z kanonických evangelií v Novém zákoně. Podle Lukáše 18:9–14 farizeus, posedlý svou vlastní ctností kontrastuje s výběrčím daní, který pokorně prosí Boha o milost. Toto podobenství ukazuje, že je třeba modlit se pokorně. Podobenství se v evangeliu nachází bezprostředně po podobenství o nespravedlivém soudci.
Podobenství je následující: A proti těm, kteří se spoléhali na sebe, že jsou spravedliví, a ostatními pohrdali, řekl toto podobenství: Dva muži vstoupili do chrámu, aby se modlili; jeden farizeus a druhý celník. Farizeus se postavil a takto se modlil v sobě: Bože, děkuji Ti, že nejsem jako ostatní lidé, vyděrači, nespravedliví, cizoložníci, nebo i tento celník. Postím se dvakrát do týdne, desátky dávám ze všeho, co mám. Celník však stál zdaleka a ani vzhlédnout k nebi, ale bil se v prsa a říkal: Bože, buď milostiv mně hříšnému! Říkám vám: Tento odešel do svého domu ospravedlněn, a ne onen. Neboť každý, kdo se povyšuje, bude ponížen, a kdo se ponižuje, bude povýšen.

## Souvislosti a interpretace
Během prvního století byli farizeové dobře známí pro jejich striktní dodržování Mojžíšova zákona. Na druhé straně Židé pohrdali celníky, kteří spolupracovali s římskou říší. Podobenství popisuje celníka jako toho, kdo uznává stav své ubohosti před Bohem a vyzná svou potřebu smíření se. Celník přichází k Bohu v pokoře a dosahuje odpuštění.